# Gangnam 1970
Pour plus de détails, voir Fiche technique et Distribution.
Gangnam 1970 (강남 1970) est un film sud-coréen réalisé par Yoo Ha, sorti en 2015.

## Synopsis
Dans les années 1970, à une époque où la corruption politique fait rage, Gangnam, quartier sud de Séoul, commence à se transformer en une zone développée. Des amis d'enfance, Jong-dae (Lee Min-ho) et Yong-ki (Kim Rae-won) ont du mal à s'en sortir financièrement. Un jour, leur bidonville se retrouve démoli par des voyous locaux. Assoiffés d'argent, ils s'impliquent dans de violents affrontements politiques et prennent part à des gangs rivaux. Au milieu de tous ces combats, les deux amis se perdent de vue. 
Trois ans plus tard, ils se retrouvent. Jong-dae vit comme le fils adoptif d'un ancien chef de gang, Gil-soo (Jung Jin-young), et Yong-ki est un gangster au sein de l'organisation criminelle la plus puissante de Séoul, la Myeongdong-pa, dirigée par Yang Ki-taek (Jung Ho-bin).

## Fiche technique
- Titre : Gangnam 1970
- Titre original : 강남 1970
- Titre anglais : Gangnam Blues
- Réalisation : Yoo Ha
- Scénario : Yoo Ha
- Musique : Jo Yeong-wook
- Photographie : Hong Seung-hyuk et Kim Tae-sung
- Montage : Park Gok-ji
- Production : Yoo Ha
- Société de production : Sega Sammy Entertainment, Showbox et m.o.vera Pictures
- Société de distribution : Showbox
- Pays :  Corée du Sud
- Genre : Action, drame, historique et film de gangsters
- Durée : 135 minutes
- Dates de sortie : 
  -  Corée du Sud : 21 janvier 2015

## Distribution
- Lee Min-ho : Jong-dae
- Kim Rae-won : Yong-ki
- Jung Jin-young : Gil-su
- Kim Ji-soo : Min Sung-hee
- Choi Byung-mo  : le chef de section Moon
- Choi Jin-ho : Park Seung-Goo
- Kim Dae-jong : Byung-Sam
- Eom Hyo-seob : Kim Jung-Gyu
- Han Jae-young : Park Chang-Bae

## Box-office
Le film a réuni 2,19 millions de spectateurs en salles pour un box-office de 20 millions de dollars.